# Ellipteroides altivolans
Ellipteroides altivolans är en tvåvingeart som först beskrevs av Alexander 1942.  Ellipteroides altivolans ingår i släktet Ellipteroides och familjen småharkrankar.
Artens utbredningsområde är Peru. Inga underarter finns listade i Catalogue of Life.